# Sámuel
A Sámuel férfinév a héber Semuél[forrás?]névből származik. Jelentése: Isten meghallgatott. Női párja a Samuella.

## Rokon nevek
- Samu:[1] a Sámuel önállósult magyar beceneve.[2]

## Gyakorisága
A személyi- és lakcímnyilvántartó 2017. február 17. napján kelt adatai alapján az 1955 előtt születettek (és az adatközlés napján még élők) körében a 98. legnépszerűbb név. Ezt követően nem lelhető föl a száz legnépszerűbb név között egészen 2006-ig, ahol a 95. helyet foglalta el, majd az ezt követő években fel-feltűnik a százas listán: 2010 - 98., 2011 - 100., 2015 - 94. helyezett. Miközben a Sámuel az 1990-es években igen ritka névnek számít, a Samu változata szórványos név.

## Névnapok
Sámuel, Samu
- február 16.[2]
- augusztus 20.[2]
- augusztus 21.[2]
- október 10.[2]

## Híres Sámuelek, Samuk
- Sámuel próféta
- Aba Sámuel magyar király
- Ajtay Sámuel ügyvéd
- Andrád Sámuel orvos, író
- Antoni Sámuel szuperintendens
- Ambrózy Sámuel prédikátor
- Aranyas-Medgyesi Sámuel jegyző
- Armbruster Sámuel jogász
- Aszalay Sámuel lelkész
- Aszódi Sámuel újságíró
- Augustini (ab Hortis) Sámuel lelkész
- Bachner Sámuel lelkész
- Bagaméri Sámuel könyvárus
- Bagolcs Sámuel diák
- Balia Sámuel királyi tanácsos
- Baligha Sámuel orvos
- Balogh Sámuel lelkész, író
- Bándi P. Sámuel lelkész
- Bányai Sámuel író
- Bántó Sámuel színműíró
- Barabás Samu író
- Bartók Sámuel lelkész
- Bausznern Sámuel író
- Samuel Beatty matematikus
- Samuel Beckett ír költő, drámaíró
- Samuel Siegfried Beddeus orvos
- Beke Sámuel lelkész
- Beleznay Sámuel táblabíró
- Bene János Sámuel gimnáziumi tanár
- Benkő Samu erdélyi magyar művelődéstörténész, a Bolyai-kutatás kiemelkedő alakja
- Benkő Sámuel bölcselet- és orvostudós, főorvos
- Benyovszky Sámuel ügyvéd
- Bertók Sámuel lelkész
- Bethlen Sámuel író
- Biermann Károly Sámuel lelkész
- Blaschnek Sámuel Benjámin földmérő
- Boczkó Sámuel ügyvéd
- Bodola Sámuel püspök
- Bohus Sámuel jogtudós
- Bölöni Sámuel hivatalnok
- Bónis Sámuel országgyűlési képviselő
- Boros Sámuel orvos
- Bors Sámuel ügyvéd, író
- Brassai Sámuel nyelvész, filozófus, természettudós, az „utolsó erdélyi polihisztor”
- Bredeczky Sámuel püspök
- Breuer Sámuel orvos
- Samuel Eto’o kameruni válogatott labdarúgó
- Samuel von Brukenthal, Erdély kormányzója
- Capricorni Sámuel író
- Chalupka Sámuel (Samo Chalupka) lelkész
- Coryli Sámuel bölcselettudor, evangélikus lelkész és koszorúzott császári költő
- Creutzer Sámuel lelkész
- Csáki Sámuel Márton lelkész
- Csanádi Sámuel ügyvédjelölt és Budapest fővárosi adófelügyelőségi gyakornok
- Deáki Filep Sámuel drámaíró, operaénekes, műfordító
- Decsy Sámuel író, bölcselet- és orvosdoktor
- Diószegi Sámuel református lelkész, botanikus
- Hegedüs Sámuel lelkész
- Hetyey Sámuel püspök
- Goldberger Sámuel textilgyáros
- Gyarmathi Sámuel orvos, nyelvész
- Jósika Sámuel kancellár
- Jósika Sámuel politikus
- Kohn Sámuel főrabbi
- Lányi Sámuel vízépítő mérnök, festőművész
- Micu Klein, Samuil, román történész, nyelvész
- Mikoviny Sámuel térképész, földmérő
- Pataki Sámuel orvos
- Teleki Sámuel utazó
- Tessedik Sámuel lelkész
- Tordai Sámuel lelkész, műfordító
- Zay Sámuel orvosdoktor és természettudós
- Balázs Samu színész
- Benkő Samu történész
- Börtsök Samu festőművész
- Pecz Samu építész
- Samu, az ősemberlelet